# Saccolabiopsis
Saccolabiopsis là một chi thực vật có hoa trong họ, Orchidaceae.